# Liste der Baudenkmäler in Kleinwallstadt
Auf dieser Seite sind die Baudenkmäler in dem unterfränkischen Markt Kleinwallstadt zusammengestellt. Diese Tabelle ist eine Teilliste der Liste der Baudenkmäler in Bayern. Grundlage ist die Bayerische Denkmalliste, die auf Basis des Bayerischen Denkmalschutzgesetzes vom 1. Oktober 1973 erstmals erstellt wurde und seither durch das Bayerische Landesamt für Denkmalpflege geführt wird. Die folgenden Angaben ersetzen nicht die rechtsverbindliche Auskunft der Denkmalschutzbehörde.
 Diese Liste gibt den Fortschreibungsstand vom 15. April 2020 wieder und enthält 32 Baudenkmäler.
In dieser Kartenansicht sind Baudenkmäler ohne Koordinaten mit einem roten bzw. orangen Marker dargestellt und können in der Karte gesetzt werden. Baudenkmäler ohne Bild sind mit einem blauen bzw. roten Marker gekennzeichnet, Baudenkmäler mit Bild mit einem grünen bzw. orangen Marker.

## Ensembles

### Ensemble Marktstraße
Auf der östlichen Seite der Marktstraße hat sich die ursprüngliche Bebauungsstruktur erhalten: die Höfe reihen ihre Straßenfronten aneinander, die jeweils aus der Wohnhausgiebelseite und dem Hoftor bestehen. Die Häuser sind verputzte Fachwerkbauten des 17./18. Jahrhundert mit Halbwalmdächern. Der Gasthof (Marktstraße 3) zeichnet sich durch seine Traufseitstellung aus. Umgrenzung: Marktstraße 3, 5, 7, 9/11, 13. Aktennummer: E-6-76-133-1.

## Ortsbefestigung
Von der Ortsbefestigung Kleinwallstadts sind Mauerabschnitte auf der Nord-, Süd- und vor allem entlang der Ostseite mit Maulscharten erhalten. Sie ist in unverputztem Sandsteinmauerwerk erstellt und entstammt dem 15. /16. Jahrhundert. Von den Wehrtürmen sind noch Reste des nordwestlichen Rundturms und ein seitlicher Rundturm mit Schlüssellochscharte und historisierendem Zinnenkranz neben dem ehemaligen Tor am Ende der Oberen Gasse vorhanden. Aktennummer: D-6-76-133-1.

| Lage                                      | Objekt                             | Beschreibung                    | Akten-Nr.             | Bild                               |
| ----------------------------------------- | ---------------------------------- | ------------------------------- | --------------------- | ---------------------------------- |
| Fährstraße, südlich der Straße (Standort) | Ortsmauer                          | 15./16. Jahrhundert             | D-6-76-133-1          | BW                                 |
| Mainstraße 1 (Standort)                   | Rundturm der Marktbefestigung      | 15./16. Jahrhundert             | D-6-76-133-1 Wikidata | weitere Bilder                     |
| Obere Straße 2 (Standort)                 | Rundturm der Marktbefestigung      | mit Zinnen, 15./16. Jahrhundert | D-6-76-133-1 Wikidata | Rundturm der Marktbefestigung      |
| Wallstraße (Standort)                     | Teile der Ortsmauer (an Westseite) | 15./16. Jahrhundert             | D-6-76-133-1 Wikidata | Teile der Ortsmauer (an Westseite) |

## Baudenkmäler nach Gemeindeteilen

### Kleinwallstadt
| Lage                                                                                      | Objekt                                     | Beschreibung | Akten-Nr.              | Bild              |
| ----------------------------------------------------------------------------------------- | ------------------------------------------ | --- | ---------------------- | ----------------- |
| Am Dammsrain (Standort)                                                                   | Bildstock                                  | Inschriftpostament mit Tonnendach-Nischenaufsatz und Kreuzbekrönung, Sandstein, bezeichnet 1762 | D-6-76-133-27 Wikidata | Bildstock         |
| Ankergasse 9 (Standort)                                                                   | Hoftor                                     | Rundbogen mit Fase und Radabweisern, Sandstein, bezeichnet 1629 | D-6-76-133-2 Wikidata  | BW                |
| Ankergasse 12 (Standort)                                                                  | Wohnhaus                                   | traufständiger zweigeschossiger Satteldachbau mit einseitigem Krüppelwalm, Fachwerkobergeschoss über verändertem Erdgeschoss, um 1800 | D-6-76-133-3 Wikidata  | weitere Bilder    |
| Ankergasse 12 (Standort)                                                                  | Hoftor                                     | Sandstein, bezeichnet 1805 | D-6-76-133-3 Wikidata  | weitere Bilder    |
| Böhmers (Standort)                                                                        | Bildstock                                  | Postament mit Inschrift, Aufsatz mit rundbogiger Nische von Kreuz bekrönt, Sandstein, bezeichnet 1780 | D-6-76-133-29 Wikidata | Bildstock         |
| Flurgraben; In den Dammshecken; Verbindet die Wege beiderseits des Flurgrabens (Standort) | Bildstock                                  | Postament mit Inschrift auf kräftigem Sockel, Aufsatz mit rundbogiger Nische von Kreuz bekrönt, Sandstein, bezeichnet 1869 | D-6-76-133-26 Wikidata | Bildstock         |
| Haugegasse 1 (Standort)                                                                   | Hoftor                                     | profilierter und ornamentierter Rundbogen über Halbpfeilern und Radabweisern, Sandstein, barock, bezeichnet 1721 | D-6-76-133-5 Wikidata  | Hoftor            |
| Hauptstraße 2 (Standort)                                                                  | Ehemalige Schule                           | zurückliegender zweigeschossiger verputzter Massivbau mit Satteldach und Zwerchhäusern, mit Ziergiebeln, Portal mit Freitreppe, Werksteingliederungen, Neurenaissance, bezeichnet 1910 | D-6-76-133-6 Wikidata  | weitere Bilder    |
| Hauptstraße 14; Hauptstraße 12; Nähe Hauptstraße (Standort)                               | Wohnhaus                                   | giebelständiges zweigeschossiges verputztes Fachwerkhaus über Kellersockel mit vorkragendem Obergeschoss und Halbwalmdach, 16./17. Jahrhundert | D-6-76-133-7 Wikidata  | Wohnhaus          |
| Hauptstraße 14; Hauptstraße 12; Nähe Hauptstraße (Standort)                               | Hoftor                                     | Rundbogen mit abgefastem Gewände und gleichgestaltete Pforte, Sandstein, 16./17. Jahrhundert | D-6-76-133-7 Wikidata  | Hoftor            |
| Hauptstraße 15; Hauptstraße 17 (Standort)                                                 | Hoftor                                     | Rundbogen mit Abfasung und spitzbogige Pforte mit Abfasung, Sandstein, 16. Jahrhundert | D-6-76-133-8 Wikidata  | Hoftor            |
| Im Schnittlers (Standort)                                                                 | Gedenkstein                                | fragmentierte beidseitig bearbeitete Reliefplatte mit ungewöhnlichem Figurenprogramm in archaisch anmutender Ausführung, möglicherweise Tod und Auferstehung symbolisierend, Sandstein, 17./18. Jahrhundert | D-6-76-133-30 Wikidata | BW                |
| Kirchgasse 6 (Standort)                                                                   | Friedhofsmauer                             | unverputztes Sandsteinmauerwerk, im Kern mittelalterlich, Rundbogenportal, Sandstein, 18./19. Jahrhundert | D-6-76-133-11 Wikidata | weitere Bilder    |
| Kirchgasse 6 (Standort)                                                                   | Ehemalige katholische Kapelle              | jetzt evangelische Pfarrkirche, Saalkirche auf rechteckigem Grundriss mit Eckpilastern, Rundbogenfenstern und geohrtem Portal mit rundbogiger Nische, Satteldach auf der Chorseite gewalmt, Giebelreiter, Laterne mit verschieferter Glockenhaube, spätbarock, bezeichnet 1785; mit Ausstattung | D-6-76-133-10 Wikidata | weitere Bilder    |
| Kirchgasse 19 (Standort)                                                                  | Pfarrhaus                                  | freistehender zweigeschossiger unverputzter Sandsteinbau über Kellersockel mit Freitreppe, Werksteinrahmungen und -eckpilaster, Halbwalmdach traufseitig zum Mansarddach ausgebildet, spätbarock, 1788 | D-6-76-133-12 Wikidata | weitere Bilder    |
| Marktstraße 2 (Standort)                                                                  | Hoftor                                     | profilierter Rundbogen mit Radabweisern und Pforte, Sandstein, 17. Jahrhundert, erneuert 1990 | D-6-76-133-14 Wikidata | weitere Bilder    |
| Marktstraße 3 (Standort)                                                                  | Gasthaus                                   | traufständiger zweigeschossiger Mansardwalmdachbau aus ehemals zwei Bauten, verputztes Fachwerkobergeschoss, mit Freitreppe und Durchfahrt, 18. Jahrhundert, im Kern 16. Jahrhundert; seitlich Wappenstein, bezeichnet 1595 | D-6-76-133-15 Wikidata | weitere Bilder    |
| Marktstraße 3 (Standort)                                                                  | Wappenstein                                | seitlich, bezeichnet 1595 | D-6-76-133-15 Wikidata | weitere Bilder    |
| Marktstraße 4 (Standort)                                                                  | Hoftor                                     | profilierter Rundbogen auf Halbpfeilern und Radabweisern, Sandstein, 18. Jahrhundert, 2007 teilweise erneuert | D-6-76-133-16 Wikidata | weitere Bilder    |
| Marktstraße 5 (Standort)                                                                  | Hoftor                                     | Rundbogentor mit Abfasung und Pforte, Sandstein, bezeichnet 1516 | D-6-76-133-17 Wikidata | weitere Bilder    |
| Marktstraße 13 (Standort)                                                                 | Wohnhaus                                   | zweigeschossiger Satteldachbau in Ecklage, Putzfassade mit Werksteinrahmungen, 1. Hälfte 19. Jahrhundert, im Kern frühgotisch mit Lanzettfenstern im Südgiebel, 2. Hälfte 13. Jahrhundert, Umbau bezeichnet 1557 | D-6-76-133-18 Wikidata | weitere Bilder    |
| Marktstraße 15 (Standort)                                                                 | Katholische Pfarrkirche St. Peter und Paul | Saalkirche mit eingezogenem dreiseitig geschlossenen Chor, Satteldach schiefergedeckt, Westfassade mit Figurennischen, barock, 1751, seitlicher Turm vom Vorgängerbau mit verschiefertem Spitzhelm, mit Masswerkfenstern, gotisch, Anfang 14. Jahrhundert und 18. Jahrhundert, seitliche Erweiterung durch weite dreiseitige Anbauten mit Walmdächern in barockisierender Anpassung, 1962; mit Ausstattung | D-6-76-133-9 Wikidata  | weitere Bilder    |
| Marktstraße 27 (Standort)                                                                 | Wohnhaus                                   | zweigeschossiger Walmdachbau in Ecklage mit vorkragendem Erker auf Konsolen, Sandsteinportal mit Pilastern und Wappen, Renaissance, bezeichnet 1570; Hoftor, Rundbogengewände mit Abfasung und Pforte spitzbogig, Sandstein, 16. Jahrhundert. | D-6-76-133-19 Wikidata | weitere Bilder    |
| Nähe Miltenberger Straße (Standort)                                                       | Mausoleum                                  | achteckiger Zentralbau mit verschiefertem Zeltdach, verputztes Mauerwerk mit umlaufenden Werksteingesimsen und Strebepfeilern, Maßwerkfenster, von und für Jos. Anton Rohe; Ausmalung durch Rettinger (Aschaffenburg), neugotisch, 1885 | D-6-76-133-20 Wikidata | Mausoleum         |
| Nähe Miltenberger Straße 7 (Standort)                                                     | Ehemaliges Königlich Bayerisches Forstamt  | zweigeschossiger Halbwalmdachbau auf winkelförmigem Grundriss, mit Eckpilastern, Erker und Werksteingliederungen, Freitreppe, Haustür und Fensterläden, neobarock, bezeichnet 1913; Garten mit Einfriedung und Nebengebäude | D-6-76-133-40          | BW                |
| Nähe Oberhauser Weg (Standort)                                                            | Bildstock                                  | Postament mit Inschrift, Aufsatz mit rundbogiger Nische von Kreuz bekrönt, grauer und roter Sandstein, bezeichnet 1754, verändert um 1920, 1. Hälfte 20. Jahrhundert | D-6-76-133-28 Wikidata | Bildstock         |
| Obere Straße (Standort)                                                                   | Kreuzigungsgruppe                          | breiter Sockel mit Inschrift, Kruzifix mit Maria und Johannes, Sandstein, bezeichnet 1606 | D-6-76-133-25 Wikidata | Kreuzigungsgruppe |
| Römer 1 (Standort)                                                                        | Ehemaliges Rathaus                         | freistehender zweigeschossiger Halbwalmdachbau, Erdgeschoss mit rundbogigem Tor und zweiluchitgen Rundbogenfenstern, Fachwerkobergeschoss östlich mit polygonalen Eckerkern mit verschieferten Zwiebelhauben, bezeichnet 1773, im Kern älter | D-6-76-133-22 Wikidata | weitere Bilder    |
| Römer 5 (Standort)                                                                        | Wohnhaus                                   | giebelständiger zweigeschossiger Halbwalmdachbau mit verputztem Fachwerkobergeschoss, Sandsteinquaderfassade mit Eckpilastern, um 1820, im Kern 17. Jahrhundert. | D-6-76-133-23 Wikidata | weitere Bilder    |
| Römer 5 (Standort)                                                                        | Hofmauer                                   | mit Rundbogentor und -pforte in Ecklage | D-6-76-133-23 Wikidata | weitere Bilder    |
| Römer 5 (Standort)                                                                        | Ziehbrunnen                                | mit rundem Brunnentrog, zwei Pfeilern und Sturz mit Wappen, Frührenaissance, bezeichnet 1542 | D-6-76-133-23 Wikidata | BW                |

### Hofstetten
| Lage                               | Objekt                               | Beschreibung | Akten-Nr.              | Bild           |
| ---------------------------------- | ------------------------------------ | --- | ---------------------- | -------------- |
| Eichelsbacher Straße 2 (Standort)  | Wohnhaus                             | giebelständiger dreigeschossiger Halbwalmdachbau mit zwei Fachwerkobergeschossen, massives verputztes Erdgeschoss mit Sandsteinrahmungen, 18. Jahrhundert | D-6-76-133-33 Wikidata | Wohnhaus       |
| Eichelsbacher Straße 8 (Standort)  | Wohnhaus                             | giebelständiger Satteldachbau (urspr. mit Schopfwalm) mit Fachwerkobergeschoss, 16./17. Jahrhundert, massives Erdgeschoss mit Sandsteinrahmungen | D-6-76-133-34 Wikidata | Wohnhaus       |
| Eichelsbacher Straße 10 (Standort) | Wohnhaus                             | giebelständiger Satteldachbau mit Fachwerkobergeschoss, 17. Jahrhundert, Erdgeschoss mit Sandsteinrahmungen, 19. Jahrhundert. | D-6-76-133-35 Wikidata | Wohnhaus       |
| Eichelsbacher Straße 11 (Standort) | Evang.-Luth. Pfarrkirche St. Michael | Ehemalige Chorturmkirche, Turm über quadratischem Grundriss mit verschiefertem Spitzhelm, spätgotisch, bezeichnet 1473, Pultdachanbau, bezeichnet 1488, Langhaus mit Satteldach, unverputztes Sandsteinmauerwerk mit Werksteinkanten und -rahmungen, Barock, 1706, 1970 Erweiterung und Achsschwenkung um 180°; mit Ausstattung, Friedhofsbefestigung, unverputzte Sandsteinmauer und eingeschossiger Torbau mit Pyramidendach, 2. Hälfte 15. Jahrhundert, vermauerte Grabsteine, Sandstein, 17. Jahrhundert | D-6-76-133-31 Wikidata | weitere Bilder |